# Campeonato do Luxemburgo de Ciclismo em Estrada
Os Campeonatos do Luxemburgo de Ciclismo em Estrada organizam-se anualmente desde o ano 1922 para determinar o campeão ciclista de Luxemburgo de cada ano. O título outorga-se ao vencedor de uma única corrida. O vencedor obtém o direito a portar um maillot com as cores da bandeira luxemburguesa até ao Campeonato do Luxemburgo do ano seguinte.

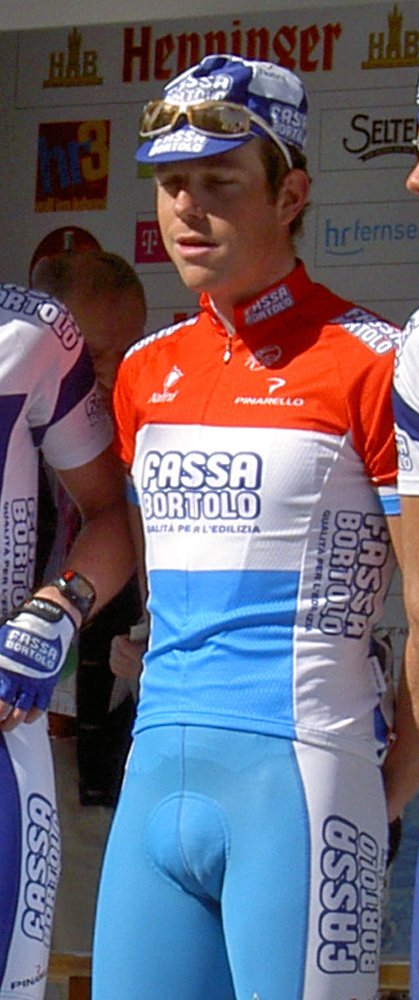
Kim Kirchen com o maillot de campeão em 2004

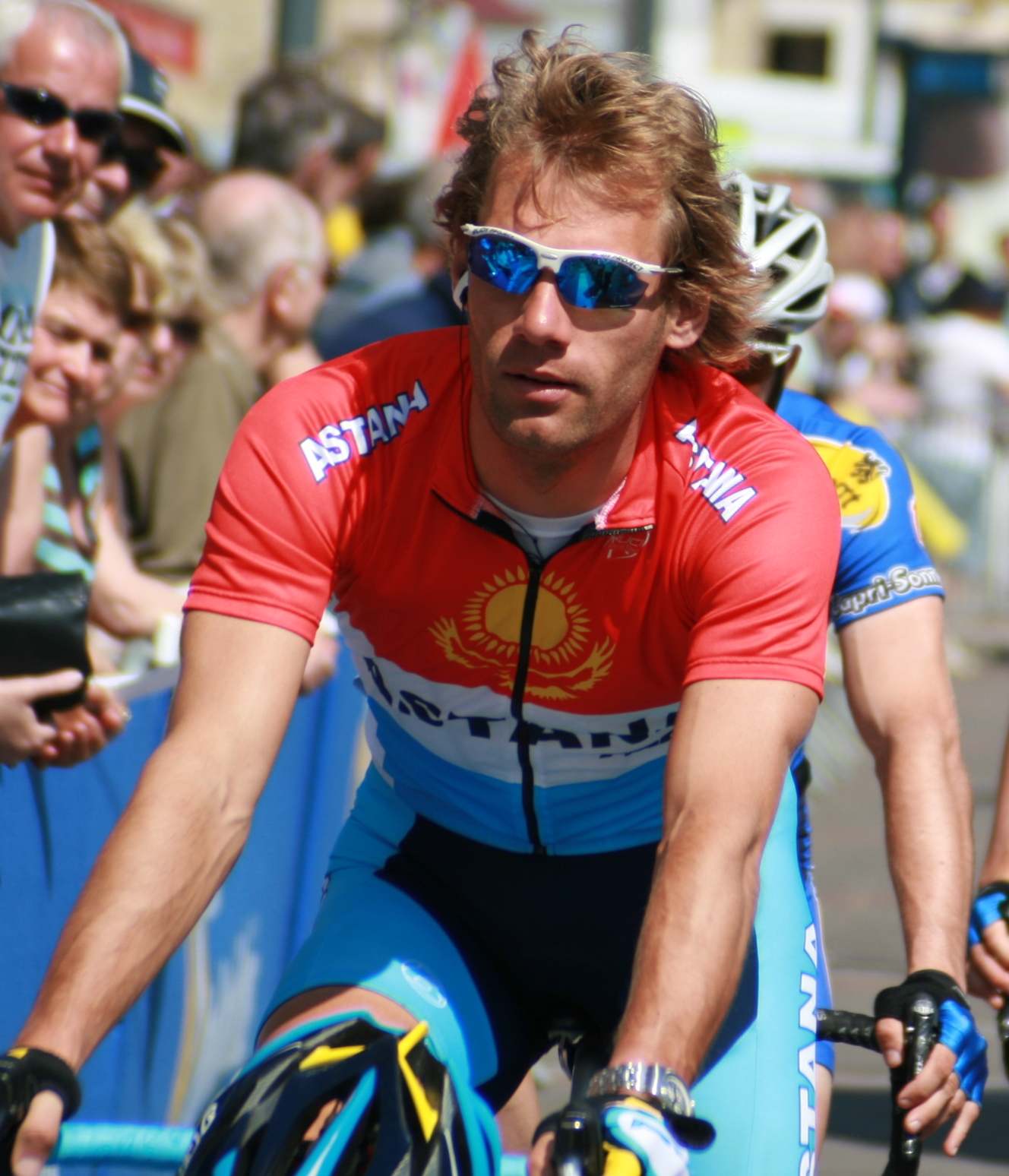
Benoît Joachim, vestido com o maillot de campeão nos Quatro Dias de Dunquerque em 2008

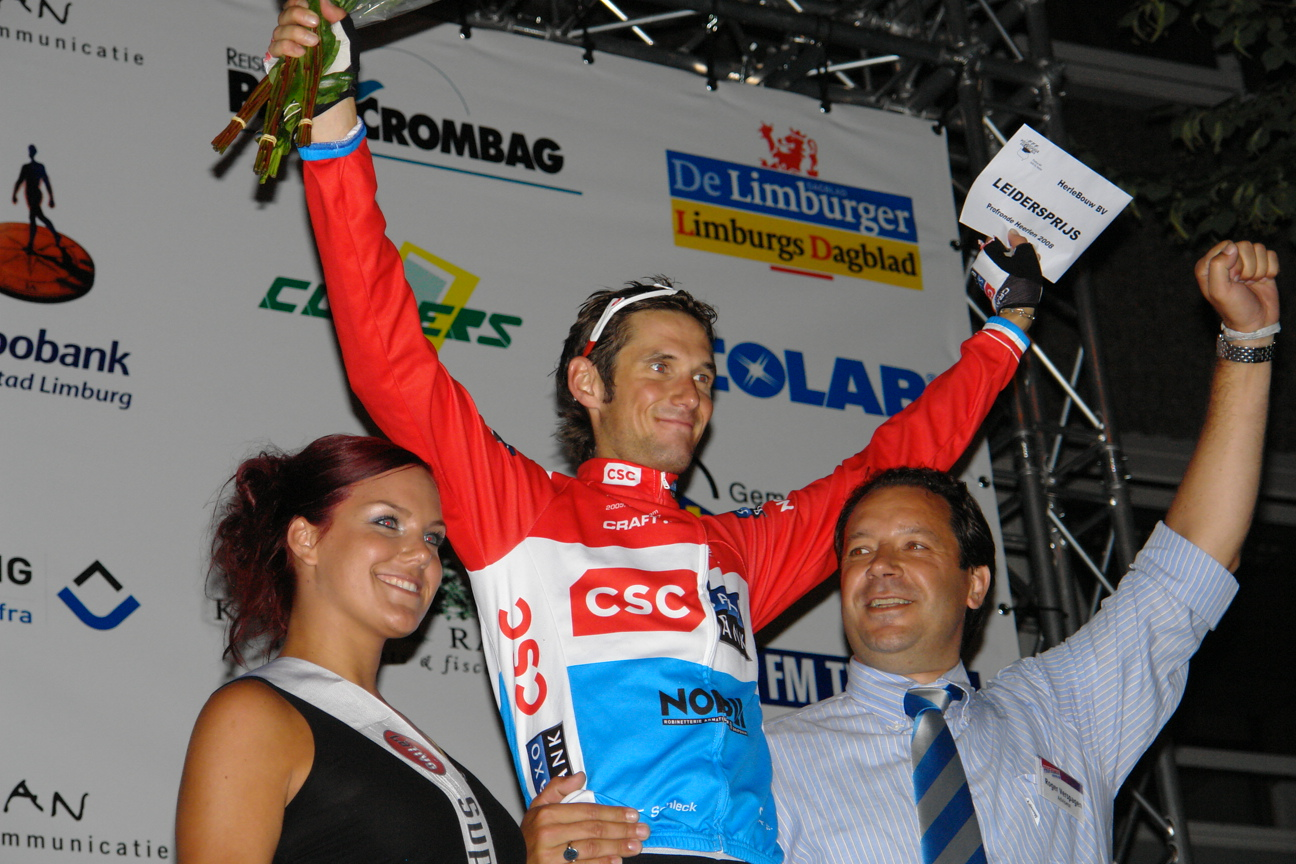
Frank Schleck

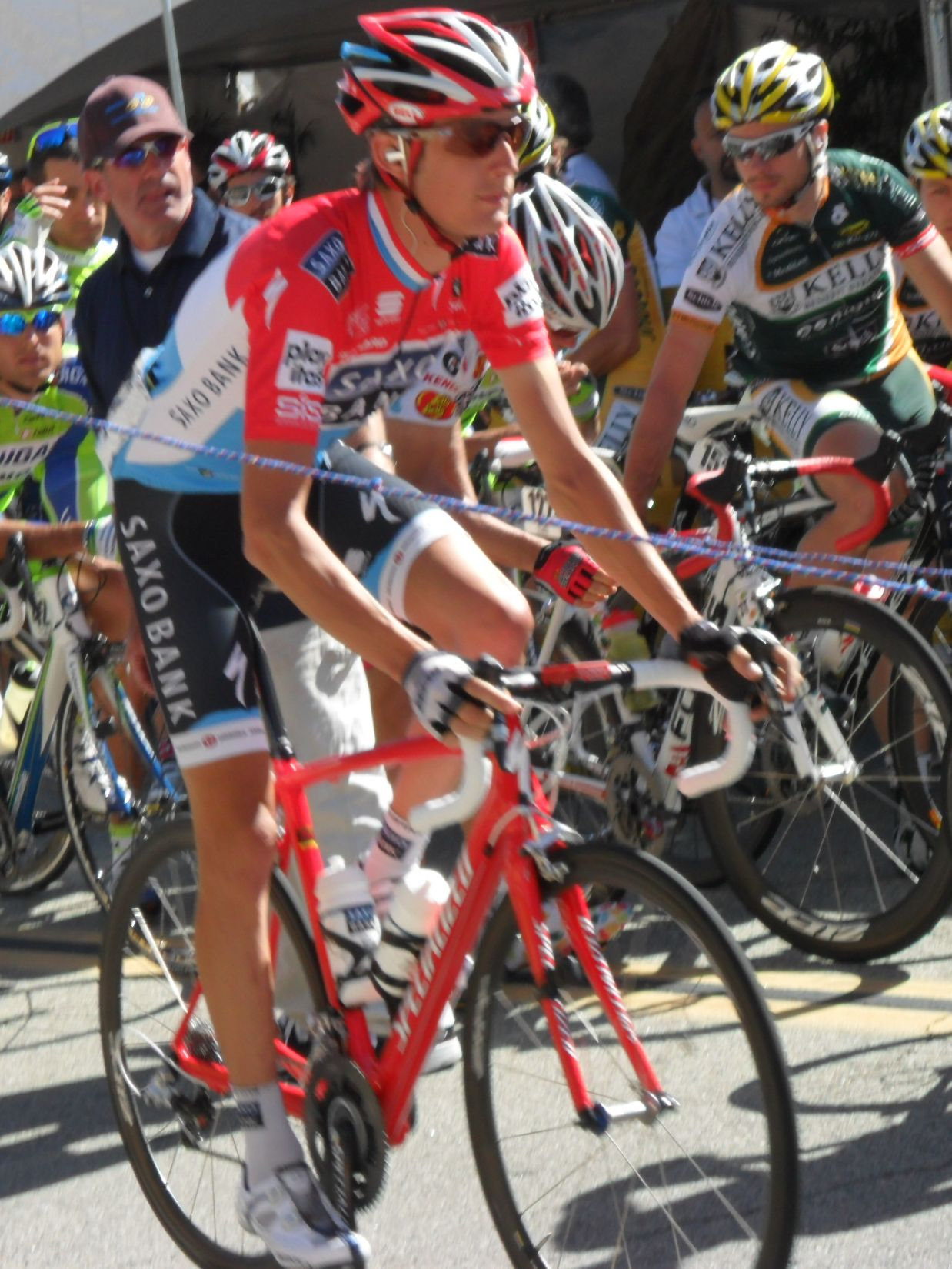
Andy Schleck campeão em 2009

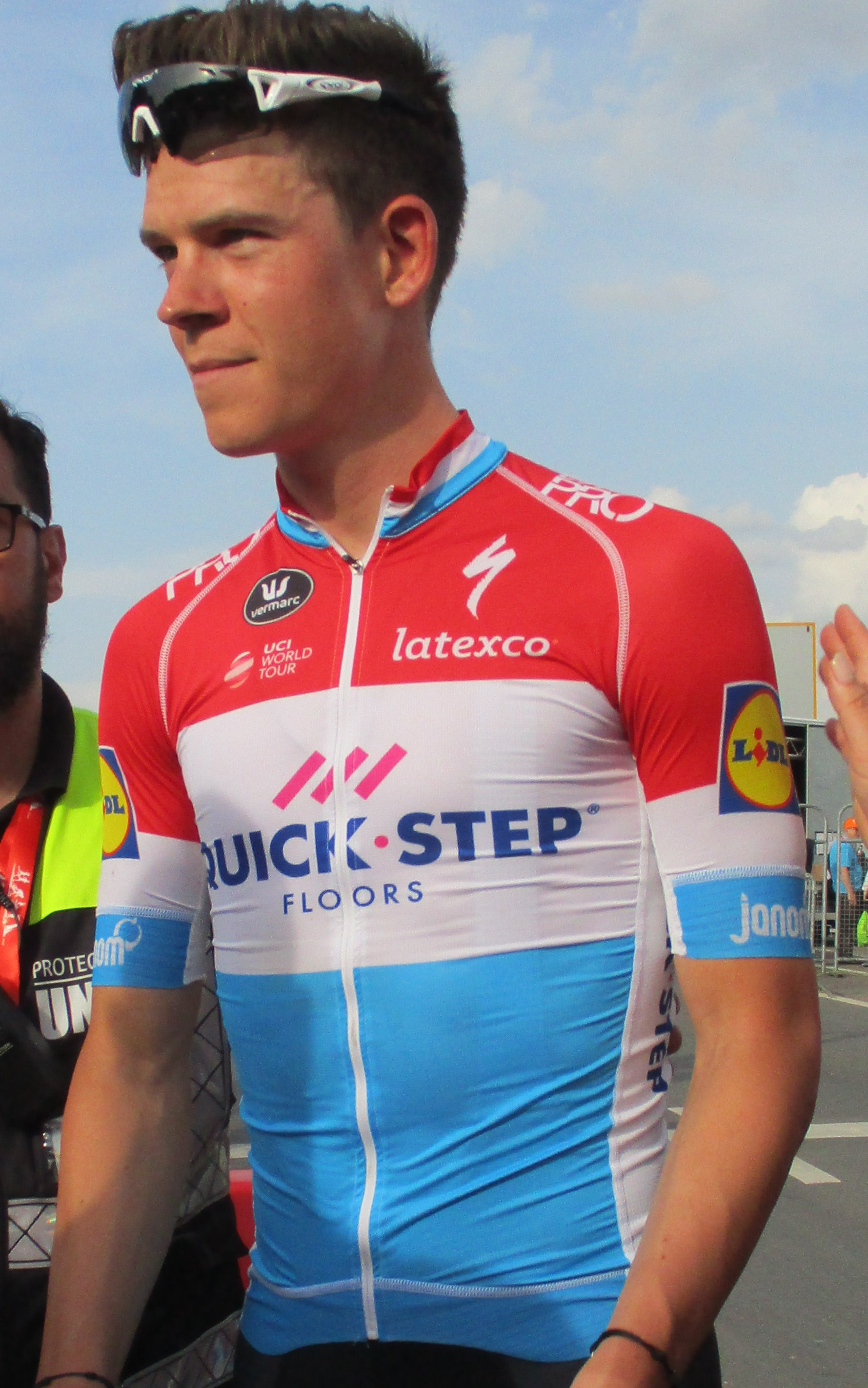
Bob Jungels campeão em 2013, 2015, 2016 e 2017

## Palmarés

### Masculino
| Ano         | Ganhador            | Segundo             | Terceiro            |
| 1922        | Franz Heck          | -                   | -                   |
| 1923        | Nicolas Frantz      | Franz Heck          | -                   |
| 1924        | Nicolas Frantz      | -                   | -                   |
| 1925        | Nicolas Frantz      | -                   | -                   |
| 1926        | Nicolas Frantz      | -                   | -                   |
| 1927        | Nicolas Frantz      | Nicolas Engel       | Victor Kirchen      |
| 1928        | Nicolas Frantz      | Victor Kirchen      | -                   |
| 1929        | Nicolas Frantz      | Victor Kirchen      | -                   |
| 1930        | Nicolas Frantz      | -                   | -                   |
| 1931        | Nicolas Frantz      | Jean-Pierre Muller  | -                   |
| 1932        | Nicolas Frantz      | -                   | -                   |
| 1933        | Nicolas Frantz      | -                   | -                   |
| 1934        | Nicolas Frantz      | -                   | -                   |
| 1935        | Arsène Mersch       | -                   | -                   |
| 1936        | Émile Bewing        | -                   | -                   |
| 1937        | Pierre Clemens      | Jean Majerus        | -                   |
| 1938        | Mathias Clemens     | Paul Frantz         | Jean Majerus        |
| 1939        | Arsène Mersch       | Aloyse Klensch      | -                   |
| 1940        | Lucien Bidinger     | -                   | -                   |
| 1945        | Joseph Bintener     | Mathias Clemens     | Jean Kirchen        |
| 1946        | Jean Kirchen        | Joseph Bintener     | -                   |
| 1947        | Jean Goldschmit     | Jean Kirchen        | Mathias Clemens     |
| 1948        | Mathias Clemens     | Jean Kirchen        | Lucien Gillen       |
| 1949        | Willy Kemp          | Jean Diederich      | Jean Kirchen        |
| 1950        | Jean Goldschmit     | Jean Diederich      | Marcel Ernzer       |
| 1951        | Jean Kirchen        | Willy Kemp          | Jean Diederich      |
| 1952        | Johny Goedert       | Willy Kemp          | Marcel Ernzer       |
| 1953        | Marcel Ernzer       | Jean Diederich      | Charly Gaul         |
| 1954        | Marcel Ernzer       | Charly Gaul         | Jean-Pierre Schmitz |
| 1955        | Marcel Ernzer       | Willy Kemp          | François Gehlhausen |
| 1956        | Charly Gaul         | Marcel Ernzer       | Jean-Pierre Schmitz |
| 1957        | Charly Gaul         | Marcel Ernzer       | Willy Kemp          |
| 1958        | Jean-Pierre Schmitz | Charly Gaul         | Marcel Ernzer       |
| 1959        | Charly Gaul         | Jean-Pierre Schmitz | Marcel Ernzer       |
| 1960        | Charly Gaul         | Jean-Pierre Schmitz | Aldo Bolzan         |
| 1961        | Charly Gaul         | Marcel Ernzer       | Aldo Bolzan         |
| 1962        | Charly Gaul         | Roger Thull         | Bruno Martinato     |
| 1963        | Roger Thull         | Lucien Gillen       | -                   |
| 1964        | Roger Thull         | -                   | -                   |
| 1965        | Johny Schleck       | Roger Thull         | -                   |
| 1966        | Edy Schutz          | Johny Schleck       | -                   |
| 1967        | Edy Schutz          | Johny Schleck       | -                   |
| 1968        | Edy Schutz          | Johny Schleck       | Roland Smaniotto    |
| 1969        | Edy Schutz          | Roger Gilson        | -                   |
| 1970        | Edy Schutz          | -                   | -                   |
| 1971        | Edy Schutz          | -                   | -                   |
| 1972        | Roger Gilson        | -                   | -                   |
| 1973        | Johny Schleck       | Roger Gilson        | -                   |
| 1974        | Roger Gilson        | Erny Kirchen        | Jean Becker         |
| 1975        | Roger Gilson        | Jean Becker         | -                   |
| 1976        | Roger Gilson        | -                   | -                   |
| 1977        | Lucien Didier       | Marcel Thull        | Roger Gilson        |
| 1978        | Lucien Didier       | -                   | -                   |
| 1979        | Lucien Didier       | -                   | -                   |
| 1980        | Lucien Didier       | -                   | -                   |
| 1981        | Eugène Urbany       | -                   | -                   |
| 1982        | Eugène Urbany       | (*)                 | -                   |
| 1983        | Eugène Urbany       | -                   | -                   |
| 1984        | Claude Michely      | -                   | -                   |
| 1985        | Claude Michely      | -                   | -                   |
| 1986        | Enzo Mezzapesa      | -                   | -                   |
| 1987        | Enzo Mezzapesa      | Claude Michely      | -                   |
| 1988        | Enzo Mezzapesa      | Claude Michely      | -                   |
| 1989        | Pascal Triebel      | -                   | -                   |
| 1990        | Pascal Kohlvelter   | -                   | -                   |
| 1991 - 1995 | Não teve competição |                     |                     |
| 1996        | Enzo Mezzapesa      | Benny Schaack       | Daniel Bintz        |
| 1997        | Daniel Bintz        | Christian Poos      | Enzo Mezzapesa      |
| 1998        | Tom Flammang        | Vincenzo Centrone   | (*)                 |
| 1999        | Kim Kirchen         | Benoit Joachim      | Max Becker          |
| 2000        | Benoît Joachim      | Christian Poos      | Fränk Schleck       |
| 2001        | Christian Poos      | Benoît Joachim      | Kim Kirchen         |
| 2002        | Christian Poos      | Vincenzo Centrone   | Steve Fogen         |
| 2003        | Benoît Joachim      | Marc Vanacker       | Christian Poos      |
| 2004        | Kim Kirchen         | Fränk Schleck       | Benoît Joachim      |
| 2005        | Fränk Schleck       | Kim Kirchen         | Andy Schleck        |
| 2006        | Kim Kirchen         | Fränk Schleck       | Andy Schleck        |
| 2007        | Benoît Joachim      | Christian Poos      | Fränk Schleck       |
| 2008        | Fränk Schleck       | Benoît Joachim      | Christian Poos      |
| 2009        | Andy Schleck        | Laurent Didier      | Fränk Schleck       |
| 2010        | Fränk Schleck       | Andy Schleck        | Ben Gastauer        |
| 2011        | Fränk Schleck       | Andy Schleck        | Laurent Didier      |
| 2012        | Laurent Didier      | Ben Gastauer        | Fränk Schleck       |
| 2013        | Bob Jungels         | Pit Schlechter      | Jempy Drucker       |
| 2014        | Fränk Schleck       | Ben Gastauer        | Andy Schleck        |
| 2015        | Bob Jungels         | Ben Gastauer        | Pit Schlechter      |
| 2016        | Bob Jungels         | Alex Kirsch         | Fränk Schleck       |
| 2017        | Bob Jungels         | Alex Kirsch         | Ben Gastauer        |
| 2018        | Bob Jungels         | Alex Kirsch         | Tim Diederich       |
| 2019        | Bob Jungels         | Kevin Geniets       | Pit Leyder          |

(*) desclassificado

### Feminino
| Ano  | Ganhador            | Segundo             | Terceiro            |
| ---- | ------------------- | ------------------- | ------------------- |
| 1959 | Elsy Jacobs         | Cilly Debras        | -                   |
| 1960 | Elsy Jacobs         | Fernande Ludwig     | Irène Gilson        |
| 1961 | Elsy Jacobs         | Fernande Ludwig     | Gisèle Jacob        |
| 1962 | Elsy Jacobs         | Marceline Reinert   | Gisèle Jacob        |
| 1963 | Elsy Jacobs         | Gisèle Jacob        | Fernande Ludwig     |
| 1964 | Elsy Jacobs         | -                   | -                   |
| 1965 | Elsy Jacobs         | Monique Morth       | -                   |
| 1966 | Elsy Jacobs         | Mady Morth          | Monique Morth       |
| 1967 | Elsy Jacobs         | Mady Morth          | -                   |
| 1968 | Elsy Jacobs         | -                   | -                   |
| 1969 | Sylvie Welter       | Marianne Molitor    | -                   |
| 1970 | Elsy Jacobs         | Sylvie Welter       | Irène Engelmann     |
| 1971 | Elsy Jacobs         | Irène Engelmann     | -                   |
| 1972 | Elsy Jacobs         | Irène Engelmann     | Monique Morth       |
| 1973 | Elsy Jacobs         | Irène Engelmann     | -                   |
| 1974 | Elsy Jacobs         | -                   | -                   |
| 1975 |                     |                     |                     |
| 1976 |                     |                     |                     |
| 1977 |                     |                     |                     |
| 1978 |                     |                     |                     |
| 1979 |                     |                     |                     |
| 1980 |                     |                     |                     |
| 1981 |                     |                     |                     |
| 1982 | Simone Steffen      |                     |                     |
| 1983 | Simone Steffen      | Thessy Reding       | Pascale Meysembourg |
| 1984 | Tessi Wolter        | Simone Steffen      | Patricia Neuens     |
| 1985 | Simone Steffen      | Denise Landa        | Patricia Neuens     |
| 1986 | Simone Steffen      | Danielle Linden     | Danielle Konter     |
| 1987 | Danielle Linden     | Sandra Gatti        | Romaine Marbach     |
| 1988 | Tanja Reuland       | Danielle Linden     | Romaine Marbach     |
| 1989 | Tanja Reuland       | Danielle Linden     | Romaine Marbach     |
| 1990 | Tanja Reuland       | Joëlle Witry        | Tania Bettel        |
| 1991 | Tanja Reuland       | Denise Landa        | Tania Bettel        |
| 1992 | Tania Bettel        | Pierrette Klein     | Denise Landa        |
| 1993 | Denise Landa        | Tania Bettel        | Eileen Ronk         |
| 1994 | Myriam Keller       | Suzie Godart        | Denise Landa        |
| 1995 | Myriam Keller       | Suzie Godart        | Nathalie Halle      |
| 1996 | Myriam Keller       | Nora Oliboni        | Tessi Wolter        |
| 1997 | Myriam Keller       | Suzie Godart        | Nora Oliboni        |
| 1998 | Suzie Godart        | Tanja Wintersdorf   | Nathalie Jolink     |
| 1999 | Tanja Wintersdorf   | Nathalie Jolink     | Laurence Kipgen     |
| 2000 | Tanja Wintersdorf   | Suzie Godart        | Lea Schmitt         |
| 2001 | Suzie Godart        | Danielle Lentz      | Isabelle Hoffmann   |
| 2002 | Danielle Lentz      | Isabelle Hoffmann   | Tanja Wintersdorf   |
| 2003 | Isabelle Hoffmann   | Christine Kovelter  | Danielle Lentz      |
| 2004 | Isabelle Hoffmann   | Suzie Godart        | Betty Kinn          |
| 2005 | Nathalie Lamborelle | Isabelle Hoffmann   | Betty Kinn          |
| 2006 | Isabelle Hoffmann   | Anne-Marie Schmitt  | Nathalie Lamborelle |
| 2007 | Suzie Godart        | Anne-Marie Schmitt  | Christine Majerus   |
| 2008 | Nathalie Lamborelle | Christine Majerus   | Suzie Godart        |
| 2009 | Nathalie Lamborelle | Christine Majerus   | Anne-Marie Schmitt  |
| 2010 | Christine Majerus   | Nathalie Lamborelle | Suzie Godart        |
| 2011 | Christine Majerus   | Nathalie Lamborelle | Anne-Marie Schmitt  |
| 2012 | Christine Majerus   | Nathalie Lamborelle | Anne-Marie Schmitt  |
| 2013 | Christine Majerus   | Nathalie Lamborelle | Chantal Hoffmann    |
| 2014 | Christine Majerus   | Chantal Hoffmann    | Carmen Coljon       |
| 2015 | Christine Majerus   | Elise Maes          | Chantal Hoffmann    |
| 2016 | Christine Majerus   | Chantal Hoffmann    | Nathalie Lamborelle |
| 2017 | Christine Majerus   | Elise Maes          | Anne-Sophie Harsch  |
| 2018 | Christine Majerus   | Elise Maes          | Ann-Sofie Harsch    |
| 2019 | Christine Majerus   | Chantal Hoffmann    | Laurence Thill      |
| 2020 | Christine Majerus   | Pia Wiltgen         | Mia Berg            |
| 2021 | Christine Majerus   | Nina Berton         | Marie Schreiber     |
| 2022 | Christine Majerus   | Isabella Klein      |                     |
| 2023 | Christine Majerus   | Nina Berton         | Marie Schreiber     |
| 2024 | Marie Schreiber     | Christine Majerus   | Nina Berton         |

## Estatísticas

### Mais vitórias
| Ciclista        | Vitórias | Anos                                                                    |
| --------------- | -------- | ----------------------------------------------------------------------- |
| Nicolas Frantz  | 12       | 1923, 1924, 1925, 1926, 1927, 1928, 1929, 1930, 1931, 1932, 1933 e 1934 |
| Charly Gaul     | 6        | 1956, 1957, 1959, 1960, 1961 e 1962                                     |
| Edy Schutz      | 6        | 1966, 1967, 1968, 1969, 1970 e 1971                                     |
| Bob Jungels     | 6        | 2013, 2015, 2016, 2017, 2018 e 2019                                     |
| Fränk Schleck   | 5        | 2005, 2008, 2010, 2011 e 2014                                           |
| Roger Gilson    | 4        | 1972, 1974, 1975 e 1976                                                 |
| Lucien Didier   | 4        | 1977, 1978, 1979 e 1980                                                 |
| Enzo Mezzapesa  | 4        | 1986, 1987, 1988 e 1996                                                 |
| Marcel Ernzer   | 3        | 1953, 1954 e 1955                                                       |
| Eugène Urbany   | 3        | 1981, 1982 e 1983                                                       |
| Kim Kirchen     | 3        | 1999, 2004 e 2006                                                       |
| Benoît Joachim  | 3        | 2000, 2003 e 2007                                                       |
| Arsène Mersch   | 2        | 1935 e 1939                                                             |
| Mathias Clemens | 2        | 1938 e 1948                                                             |
| Jean Kirchen    | 2        | 1946 e 1951                                                             |
| Jean Goldschmit | 2        | 1947 e 1950                                                             |
| Roger Thull     | 2        | 1963 e 1964                                                             |
| Johny Schleck   | 2        | 1965 e 1973                                                             |
| Claude Michely  | 2        | 1984 e 1985                                                             |
| Christian Poos  | 2        | 2002 e 2001                                                             |